# Jovan Opačić
Jovan Opačić (v srbské cyrilici Јован Опачић; 21. září 1945, Plavno, Jugoslávie) je bývalý srbský politik z Chorvatska, který působil především v období rozpadu Jugoslávie před Chorvatskou válkou za nezávislost. Byl členem předsednictva Srbské demokratické strany v Chorvatsku.
Spolu s Jovanem Raškovićem patřil k zakladatelům strany. Opačić nejprve založil srbskou kulturní společnost Zora, která se později transformovala v období úpadku vedoucí úlohy jugoslávských komunistů v plnohodnotnou partaj. Opačić nejprve požadoval kulturní autonomii pro Srby, žijící na chorvatském území.
V prosinci 1989 se Opačić účastnil výročního setkání Společnosti srbských spisovatelů, kde se setkal s Dobricou Ćosićem, budoucím prezidentem SR Jugoslávie. V prvních svobodných volbách v SR Chorvatsko byl zvolen jedním ze tří poslanců Saboru ze srbské menšinové strany SDS.
V roce 1990 se účastnil Velkého srbského sboru, kde byla přijata deklarace o autonomii srbského národa v rámci Chorvatska. Nedlouho poté (v srpnu téhož roku) vypukla tzv. Balvanová revoluce, která znamenala konec mírného soužití Chorvatů a Srbů v Chorvatsku.
V roce 1993 kandidoval Opačić na prezidenta Republiky srbská krajina.